# Fiat A.14
Le Fiat A.14 un moteur d'avion 12 cylindres en V italien à refroidissement liquide de la première Guerre Mondiale. L'A.14 a la particularité d'être, à la fin de la première Guerre Mondiale, le plus grand et le plus puissant moteur d'avion au monde. Produit pour la première fois en 1917, 500 exemplaires furent construits à la fin de la guerre.

## Applications
- Fiat BR.1
- Macchi M.19
- SIA.9